# FC SKCF Sevastopol
FC SKCF Sevastopol (în rusă ФК "СКЧФ Севастополь") este un club de fotbal din Sevastopol, Crimea. Echipa a fost fondată în 2014, ca urmare a anexării Crimeei de către Federația Rusă. Clubul FC Sevastopol din Premier Liga ucraineană a fost lichidat, fiind organizată o nouă echipă în loc, înregistrată conform legilor rusești. Echipa a fost licențiată să participe în sezonul 2014-15 în a treia ligă rusă de fotbal, RFPL. Așa cum Ucraina consideră că Crimeea este un teritoriu ucrainean, Federația Ucraineană de Fotbal a înaintat o plângere la UEFA contra participării cluburilor crimeene în competițiile rusești. Pe 22 august 2014 UEFA a decis "că orice meci de fotbal jucat de cluburi crimeene sub egida Uniunii de Fotbal a Rusiei nu va fi recunoscut de UEFA până la o înștiințare ulterioară".

## Lotul actual
La 31 august 2014.
| Nr. |       | Poziție | Jucător             |
| --- | ----- | ------- | ------------------- |
|     | Rusia | P       | Ivan Konovalov      |
|     | Rusia | P       | Dmitri Shchendrygin |
|     | Rusia | F       | Alan Gikayev        |
|     | Rusia | F       | Adil Ibragimov      |
|     | Rusia | F       | Soslan Kalmanov     |
|     | Rusia | F       | Aleksei Kiryushin   |
|     | Rusia | F       | Ilya Krichmar       |
|     | Rusia | F       | Sergei Kryuchikhin  |
|     | Rusia | F       | Ivan Zhirny         |
|     | Rusia | M       | Andrei Kobenko      |
|     | Rusia | M       | Aleksei Ryabokon    |

| Nr. |       | Poziție | Jucător               |
| --- | ----- | ------- | --------------------- |
|     | Rusia | M       | Radik Salikhov        |
|     | Rusia | M       | Aleksei Semyonov      |
|     | Rusia | M       | Maksim Shevchenko     |
|     | Rusia | M       | Anton Vinnikov        |
|     | Rusia | M       | Artyom Petrenko       |
|     | Rusia | A       | Aslan Kalmanov        |
|     | Rusia | A       | Aleksandr Nechayev    |
|     | Rusia | A       | Evgheni Ponomariov    |
|     | Rusia | A       | Aleksandr Danishevsky |
|     | Rusia | A       | Denis Dyogtev         |